# Притцкеровская премия
При(т)цкеровская премия (англ. Pritzker Architecture Prize) — ежегодная награда (премия), присуждаемая за достижения в области архитектуры. Премия широко известна в мире и считается аналогом Нобелевской премии.
В награду, помимо статуса, лауреат получает 100 тысяч долларов США, сертификат и бронзовый медальон.

## Общая характеристика
Премию присуждает международное жюри, которое состоит из авторитетных архитекторов, архитектурных критиков и бизнесменов. Состав жюри меняется и выбирается заново каждый год. Победитель определяется закрытым голосованием. Место церемонии вручения также меняется. Церемония вручения премии сопровождается выставкой, рассказывающей о работах притцкеровских лауреатов. Премию оценивают как антологию современной архитектуры.
За сорок лет своего существования Притцкеровская премия вручалась в Национальной галерее в Вашингтоне, в музее «Метрополитен» в Нью-Йорке, в Версальском дворце, в Пражском замке, в Белом доме в Вашингтоне, на Капитолийском холме в Риме и на строительных площадках новых музеев Пола Гетти и Соломона Гуггенхайма. 31 мая 2004 года церемония вручения Притцкеровской премии Захе Хадид состоялась в здании Эрмитажного театра в Санкт-Петербурге. Заха Хадид стала первой женщиной-архитектором, награждённой этой премией.
Одним из критериев присуждения премии является инновационный характер архитектуры.

## История
Нобелевская премия по архитектуре не присуждается. Это побудило семью Прицкеров (владельцы сети отелей Hyatt по всему миру) в 1979 году учредить собственную архитектурную премию. Основателем династии Прицкер был иммигрировавший в Чикаго из Киева адвокат Николай Яковлевич Прицкер (1871—1956), двоюродный брат русского философа-экзистенциалиста Льва Исааковича Шестова. Премию учредил его внук, Джей Прицкер (1922—1999).

## Правила проведения

### Члены жюри
Состав жюри постоянно меняется, но всегда состоит из 5-9 человек, каждый из которых является признанным профессионалом не только в области архитектуры, но и в сферах бизнеса, образования, публицистики или культуры. В их число входят и сами лауреаты Притцкеровских премий. Члены жюри не зависимы ни от чьего мнения, в том числе и от семьи Прицкеров, и обычно участвуют в выборе лауреатов в течение нескольких лет, осуществляя связь между старыми и новыми членами.

## Лауреаты Притцкеровской премии
Притцкеровская премия вручалась в Вашингтоне, Нью-Йорке, Версале (пригород Парижа), Иерусалиме, Лос-Анджелесе, Бильбао, Берлине, Риме, Мехико, Праге, Мадриде, Санкт-Петербурге и других городах.
| №  | Год  | Фото лауреата      | Архитектурное бюро / архитектор    | Архитектурное бюро / архитектор    | Возраст к награждению | Страна         | Пример работы (год завершения)       | Пример работы (год завершения) | Город, место проведения церемонии                            | Ссылки               |
| -- | ---- | ------------------ | ---------------------------------- | ---------------------------------- | --------------------- | -------------- | ------------------------------------ | --- | ------------------------------------------------------------ | -------------------- |
| 1  | 1979 |                    | Филип Джонсон (1906—2005)          | Филип Джонсон (1906—2005)          | 73                    | США            |                                      | Хрустальный собор (1980) | Вашингтон, Думбартон-Окс                                     | [ 6 ]                |
| 2  | 1980 |                    | Луис Барраган (1902—1988)          | Луис Барраган (1902—1988)          | 78                    | Мексика        |                                      | Torres de Satélite (1957) | Вашингтон, Думбартон-Окс                                     | [ 7 ]                |
| 3  | 1981 |                    | Джеймс Стерлинг (1926—1992)        | Джеймс Стерлинг (1926—1992)        | 55                    | Великобритания |                                      | Историческая библиотека Сили (1968) | Вашингтон, Национальный строительный музей                   | [ 8 ]                |
| 4  | 1982 |                    | Кевин Роуч (1922—2019)             | Кевин Роуч (1922—2019)             | 60                    | США            |                                      | Конференц-центр (Дублин) (2010) | Чикаго, Чикагский институт искусств                          | [ 1 ]                |
| 5  | 1983 |                    | Бэй Юймин (1917-2019)              | Бэй Юймин (1917-2019)              | 66                    | США            |                                      | Зал славы рок-н-ролла (1983) | Нью-Йорк, Метрополитен-музей                                 | [ 11 ]               |
| 6  | 1984 |                    | Ричард Мейер (род. 1934)           | Ричард Мейер (род. 1934)           | 50                    | США            |                                      | Церковь Дио-Падре-Мизерикордиозо (2003) | Вашингтон, Национальная галерея искусства                    | [ 1 ]                |
| 7  | 1985 |                    | Ханс Холляйн (1934—2014)           | Ханс Холляйн (1934—2014)           | 51                    | Австрия        |                                      | Хаас-Хаус (1990) | Сан-Марино (Калифорния), Библиотека Хантингтона              | [ 1 ]                |
| 8  | 1986 |                    | Готфрид Бём (1920—2021)            | Готфрид Бём (1920—2021)            | 66                    | Германия       |                                      | Театр Ханса Отто (2006) | Лондон, Почтенная компания золотых дел мастеров              | [ 1 ]                |
| 9  | 1987 |                    | Кэндзо Тангэ (1913—2005)           | Кэндзо Тангэ (1913—2005)           | 74                    | Япония         |                                      | Пресс-центр в Сидзуоке (1967) | Форт-Уэрт (техас), Художественный музей Кимбелла             | [ 12 ]               |
| 10 | 1988 |                    | Гордон Баншафт (1909—1990)         | Гордон Баншафт (1909—1990)         | 79                    | США            |                                      | Солоу-билдинг (1974) | Чикаго, Чикагский институт искусств                          | [ 1 ]                |
| 10 | 1988 |                    | Оскар Нимейер (1907—2012)          | Оскар Нимейер (1907—2012)          | 81                    | Бразилия       |                                      | Кафедральный собор (1958) | Чикаго, Чикагский институт искусств                          | [ 1 ]                |
| 11 | 1989 |                    | Фрэнк Гери (род. 1929)             | Фрэнк Гери (род. 1929)             | 60                    | США            |                                      | Концертный зал имени Уолта Диснея (2003) | Нара (город), Тодай-дзи                                      | [ 11 ]               |
| 12 | 1990 |                    | Альдо Росси (1931—1997)            | Альдо Росси (1931—1997)            | 59                    | Италия         |                                      | Боннефантен-музей (1995) | Венеция, Палаццо Грасси                                      |                      |
| 13 | 1991 |                    | Роберт Вентури (1925—2018)         | Роберт Вентури (1925—2018)         | 66                    | США            |                                      | Студенческий центр Трабант Принстонского университета (1996) | Мехико, Дворец Итурбиде                                      |                      |
| 14 | 1992 |                    | Алвару Сиза Виейра (род. 1933)     | Алвару Сиза Виейра (род. 1933)     | 59                    | Португалия     |                                      | Фонд Ибере Камарго (1995) | Чикаго, Библиотека Гарольда Вашингтона                       |                      |
| 15 | 1993 |                    | Фумухико Маки (род. 1928)          | Фумухико Маки (род. 1928)          | 65                    | Япония         |                                      | Музей Ага-хана (2014) | Прага, Пражский Град                                         | [ 12 ]               |
| 16 | 1994 |                    | Кристиан Порзампар (род. 1944)     | Кристиан Порзампар (род. 1944)     | 50                    | Франция        |                                      | Люксембургская филармония (2005) | The Commons, Колумбус (Индиана)                              |                      |
| 17 | 1995 |                    | Тадао Андо (род. 1941)             | Тадао Андо (род. 1941)             | 54                    | Япония         |                                      | Церковь ветра (1986) | Версаль (пригород Парижа), Малый Трианон                     |                      |
| 18 | 1996 |                    | Рафаэль Монео (род. 1937)          | Рафаэль Монео (род. 1937)          | 59                    | Испания        |                                      | Дворец конгрессов «Курсааль» (1999) | Лос-Анджелес, Центр Гетти                                    | [ 11 ]               |
| 19 | 1997 |                    | Сверре Фен (1924—2009)             | Сверре Фен (1924—2009)             | 73                    | Норвегия       |                                      | Норвежский музей ледников (1991) | Бильбао, Музей Гуггенхейма в Бильбао                         |                      |
| 20 | 1998 |                    | Ренцо Пьяно (род. 1937)            | Ренцо Пьяно (род. 1937)            | 61                    | Италия         |                                      | Биосфера в Генуе (2001) | Вашингтон, Белый дом                                         |                      |
| 21 | 1999 |                    | Норман Фостер (род. 1935)          | Норман Фостер (род. 1935)          | 64                    | Великобритания |                                      | Небоскрёб Мэри-Экс (2004) | Берлин, Старый музей                                         | [ 11 ]               |
| 22 | 2000 |                    | Рем Колхас (род. 1944)             | Рем Колхас (род. 1944)             | 56                    | Нидерланды     |                                      | Дом музыки (Порту) (2005) | Старый город (Иерусалим), Иерусалимский археологический парк |                      |
| 23 | 2001 |                    | Herzog & de Meuron                 | Жак Герцог (род. 1950)             | 51                    | Швейцария      |                                      | Эльбская филармония (2017) | Шарлотсвилл (Виргиния), Монтичелло                           |                      |
| 23 | 2001 |                    | Herzog & de Meuron                 | Пьер де Мерон (род. 1950)          | 51                    | Швейцария      |                                      | Эльбская филармония (2017) | Шарлотсвилл (Виргиния), Монтичелло                           |                      |
| 24 | 2002 |                    | Глен Маркатт (род. 1936)           | Глен Маркатт (род. 1936)           | 66                    | Австралия      |                                      | Информационный центр для посетителей Боали (1994) | Рим, Капитолий (холм)                                        |                      |
| 25 | 2003 |                    | Йорн Утцон (1918—2008)             | Йорн Утцон (1918—2008)             | 85                    | Дания          |                                      | Сиднейский оперный театр (1973) | Мадрид, Королевская академия изящных искусств Сан-Фернандо   |                      |
| 26 | 2004 |                    | Заха Хадид (1950—2016)             | Заха Хадид (1950—2016)             | 54                    | Великобритания |                                      | Библиотека и учебный центр Венского экономического университета (2013) | Санкт-Петербург, Эрмитаж                                     | [ 11 ]               |
| 27 | 2005 |                    | Том Мейн (род. 1944)               | Том Мейн (род. 1944)               | 61                    | США            |                                      | 41 Купер сквер (2009) | Чикаго, Павильон Джея Прицкера                               |                      |
| 28 | 2006 |                    | Паулу Мендес да Роша (1928—2021)   | Паулу Мендес да Роша (1928—2021)   | 78                    | Бразилия       |                                      | Бразильский музей скульптуры (1995) | Стамбул, Долмабахче                                          |                      |
| 29 | 2007 |                    | Ричард Роджерс (1933—2021)         | Ричард Роджерс (1933—2021)         | 74                    | Великобритания |                                      | Здание Ллойда (1986) | Лондон, Банкетинг-хаус                                       |                      |
| 30 | 2008 |                    | Жан Нувель (род. 1945)             | Жан Нувель (род. 1945)             | 63                    | Франция        |                                      | Агбар (башня) (2005) | Вашингтон, Библиотека Конгресса                              | [ 11 ]               |
| 31 | 2009 |                    | Петер Цумтор (род. 1943)           | Петер Цумтор (род. 1943)           | 66                    | Швейцария      |                                      | Термальные ванны в Вальсе (1996) | Буэнос-Айрес, Дворец Законодательного собрания Буэнос-Айреса | [ 11 ]               |
| 32 | 2010 |                    | SANAA                              | Кадзуё Сэдзима (род. 1956)         | 54                    | Япония         |                                      | Цольферайн-кубус (2006) | Нью-Йорк, Эллис (остров)                                     | [ 16 ] [ 17 ]        |
| 32 | 2010 |                    | SANAA                              | Рюэ Нисидзава (род. 1966)          | 44                    | Япония         |                                      | Цольферайн-кубус (2006) | Нью-Йорк, Эллис (остров)                                     | [ 16 ] [ 17 ]        |
| 33 | 2011 |                    | Эдуарду Соуту де Моура (род. 1952) | Эдуарду Соуту де Моура (род. 1952) | 59                    | Португалия     |                                      | Музей Паулы Рего (2009) | Вашингтон, Зал им. Эндрю У. Меллона                          |                      |
| 34 | 2012 |                    | Ван Шу (род. 1963)                 | Ван Шу (род. 1963)                 | 49                    | Китай          |                                      | Музей Нинбо (2008) | Пекин, Дом народных собраний                                 | [ 18 ]               |
| 35 | 2013 |                    | Тоёо Ито (род. 1941)               | Тоёо Ито (род. 1941)               | 72                    | Япония         |                                      | Сендайская медиатека (2001) | Бостон, Президентская библиотека-музей Джона Ф. Кеннеди      | [ 19 ] [ 20 ]        |
| 36 | 2014 |                    | Сигэру Бан (род. 1957)             | Сигэру Бан (род. 1957)             | 57                    | Япония         |                                      | Центр Помпиду-Мец (2010) | Амстердам, Рейксмюсеум                                       | [ 21 ]               |
| 37 | 2015 |                    | Фрай Отто (1925—2015)              | Фрай Отто (1925—2015)              | 90                    | Германия       |                                      | Олимпийский стадион (1997) | Майами-Бич, New World Center                                 |                      |
| 38 | 2016 |                    | Алехандро Аравена (род. 1967)      | Алехандро Аравена (род. 1967)      | 49                    | Чили           |                                      | Сиамская башня (2005) | Нью-Йорк, Штаб-квартира ООН                                  |                      |
| 39 | 2017 | –                  | RCR Arquitectes                    | Рафаэль Аранда                     | 56                    | Испания        |                                      | Библиотека Sant Antoni-Joan Oliver (2008) | Токио, Дворец Акасака                                        |                      |
| 39 | 2017 | –                  | RCR Arquitectes                    | Карме Пигем (род. 1962)            | 55                    | Испания        |                                      | Библиотека Sant Antoni-Joan Oliver (2008) | Токио, Дворец Акасака                                        |                      |
| 39 | 2017 | –                  | RCR Arquitectes                    | Рамон Вилалта                      | 57                    | Испания        |                                      | Библиотека Sant Antoni-Joan Oliver (2008) | Токио, Дворец Акасака                                        |                      |
| 40 | 2018 |                    | Балкришна Доши (1927—2023)         | Балкришна Доши (1927—2023)         | 90                    | Индия          |                                      | Amdavad ni Gufa (1995) | Торонто, Музей Ага-хана                                      |                      |
| 41 | 2019 |                    | Исодзаки Арата (1931—2022)         | Исодзаки Арата (1931—2022)         | 87                    | Япония         |                                      | Палау Сант Жорди (1990) | Версаль (пригород Парижа), Версальский дворец                | [ 22 ] [ 23 ] [ 24 ] |
| 42 | 2020 |                    | Ивонн Фаррелл и Шелли Макнамара    | Ивонн Фаррелл и Шелли Макнамара    | 69 и 68               | Ирландия       |                                      | здания кампуса Университета UTEC в Лиме (Перу), Городского университета в Ирландии (Urban Institute of Ireland), офисы для финансового департамента, культурный квартал Парнелл-сквер и другие. |                                                              | [ 25 ]               |
| 43 | 2021 |                    | Анн Лакатон и Жан-Филипп Вассаль   | Анн Лакатон и Жан-Филипп Вассаль   | 65 и 67               | Франция        |                                      | Tour Bois le Prêtre, социальное жилье. |                                                              | [ 26 ]               |
| 44 | 2022 |                    | Дьебедо Фрэнсис Кере (род. 1965)   | Дьебедо Фрэнсис Кере (род. 1965)   | 57                    | Германия       |                                      | Центр земляной архитектуры (Centre for Earth Architecture) | Мопти                                                        | [ 27 ]               |
| 45 | 2023 | David Chipperfield | Дэвид Чипперфилд (род. 1953)       | Дэвид Чипперфилд (род. 1953)       | 69                    | Великобритания | West Bund Museum, Shanghai, Jun 2020 | Музей изобразительных искусств Вест-Бунд, Шанхай | Афины                                                        | [ 28 ] [ 29 ]        |
| 46 | 2024 | Riken Yamamoto     | Рикэн Ямомото (род. 1945)          | Рикэн Ямомото (род. 1945)          | 78                    | Япония         | Yokosuka Museum of Art               | Художественный музей Йокосука, 2007 |                                                              |                      |
| 47 | 2025 |                    | Лю Цзякунь (род. 1956)             | Лю Цзякунь (род. 1956)             | 69                    | Китай          | West Village                         | West Village, Чэнду, Китай, 2015 |                                                              |                      |

Комментарии к таблице
1. ↑  Родился в Ирландии[9]
2. ↑  Родился в Китайской республике[10]
3. ↑  Родился в Канаде[13]
4. ↑  Родилась в Ираке[14]
5. ↑  Родился в Италии[15]
6. ↑  Родился в Буркина-Фасо[27]
7. ↑  Родился в Великобритания[27]

1. ↑  Награждён посмертно

## Критика
Жюри не стремятся выбирать лауреатов среди известных и всемирно признанных архитекторов, они ориентируется на вклад, который может принести работа того или иного архитектора. Поэтому выбор малоизвестных архитекторов в качестве Притцкеровских лауреатов встречает непонимание. В интервью РИА новостям исполнительный директор премии Марта Торн заметила, что многие известные лауреаты прошлых лет (например, Фрэнк Гери и Заха Хадид) приобрели значительную популярность уже после получения награды. Она также добавила, что страна лауреата не имеет значения для выбора жюри.

### Сексизм
В 2013 году в связи с Притцкеровской премией был поднят вопрос о сексизме в архитектуре. Студенческая организация «Женщины в дизайне» («англ. Women in Design») Гарвардской высшей школы дизайна подала петицию от имени Дениз Скот-Браун, чтобы она была признана лауреатом Притцкеровской премии 1991 года совместно со своим партнёром и мужем — Робертом Вентури. По словам The New York Times: 

Петиция разожгла нараставшую до этого в архитектурном мире напряжённость, связанную с тем, что женщинам постоянно отказывали в заслуженном ими положении в сфере, самая престижная награда которой до 2004 года, когда наградили Заху Хадид, присуждалась только мужчинам.Оригинальный текст (англ.)And it has reignited long-simmering tensions in the architectural world over whether women have been consistently denied the standing they deserve in a field whose most prestigious award was not given to a woman until 2004, when Zaha Hadid won.
Петиция получила международную поддержку, под ней подписалось 20000 человек, в числе которых были и притцкеровские лауреаты прошлых лет: Ренцо Пиано, Рем Колхас, Рафаэль Монео, Ричард Мейер, Жак Герцог и Пьер де Мерон (разделившие между собой премию 2001 года), Ван Шу, Заха Хадид и Вентури. Однако жюри заявило, что решение 1991 года оспорить нельзя, поскольку состав жюри постоянно меняется и новые члены не могут оспорить решение прошлых, некоторых из которых уже нет в живых. В 2012 году также не была удостоена награды совместно с Ван Шу его партнёр и жена — Лу Венью. Лауреат не был согласен с решением жюри.
В интервью CNN Дениз Скот-Браун заявила, что Притцкеровская премия основывается на заблуждении, что великая архитектура создаётся одинокими гениальными мужчинами и не учитывает значение совместной работы.